# Brand New Dance (album)
Brand New Dance is een album dat Emmylou Harris op 16 oktober 1990 uitbracht. Het album, geproduceerd door Richard Bennett en Allan Reynolds, bevatte een eclectische verzameling covers, waaronder Bruce Springsteen's "Tougher Than the Rest" en Dave Mallett's "Red, Red Rose". Hoewel het redelijk goed verkocht, was het Harris' eerste studioalbum in vijftien jaar dat geen top 40 countrysingles opleverde. Het markeerde het begin van een commerciële neergang voor de zangeres, wat er uiteindelijk toe zou leiden dat ze haar muziek een paar jaar later afwendde van mainstream country.